# Società Sportiva Lazio Women 2015 2024-2025
Questa voce raccoglie le informazioni riguardanti la squadra femminile della Società Sportiva Lazio Women 2015 nelle competizioni ufficiali della stagione 2024-2025.

## Stagione
Quella del 2024-25 è stata la stagione del ritorno della Lazio in Serie A, dopo la vittoria del campionato di Serie B al termine della precedente annata, e tornando in massima serie dopo la prima partecipazione nell'edizione 2021-22.
Nella stagione regolare della Serie A la squadra ha occupato quasi stabilmente la settima posizione in classifica, ma migliorando le proprie prestazioni nel corso del girone di ritorno. Ha chiuso il ritorno con tre vittorie di fila ed un pareggio, classificandosi al settimo posto alle spalle del Como, ed accedendo così alla poule salvezza. La squadra ha poi raggiunto agevolmente la salvezza, grazie anche al consistente vantaggio sulle ultime due in classifica, concludendo in sesta posizione, con 41 punti conquistati, frutto di 12 vittorie, 5 pareggi e 9 sconfitte, e vincendo sette delle otto partite giocate nella seconda fase. Una delle protagoniste della stagione laziale è stata l'attaccante Martina Piemonte, autrice di 16 reti in campionato, undici delle quali tra l'ultima giornata della stagione regolare (quando ha realizzato quattro reti nel pareggio contro l'Inter) e la poule salvezza. Altra protagonista di stagione è stata la francese Clarisse Le Bihan, grazie alle reti e agli assist realizzati.
In Coppa Italia la Lazio è arrivata ai quarti di finale. Dopo aver eliminato l'Orobica ai sedicesimi di finale ed il Como agli ottavi di finale, è stata eliminata ai quarti di finale dalla Juventus. Dopo aver perso la gara d'andata in casa per 1-3, ha vinto la gara di ritorno in trasferta per 3-2, andando vicina a ribaltare il risultato, dato che al termine del primo tempo era in vantaggio di tre reti.

## Divise e sponsor
Lo sponsor tecnico per la stagione 2024-25 è ancora Mizuno. Le divise sono le stesse adottate dalla squadra maschile della Lazio: la divisa casalinga è stata presentata l'11 luglio 2024, la divisa da trasferta il 22 agosto, mentre la terza divisa il 10 luglio.

## Rosa
| N. |                      | Ruolo | Calciatrice          |
| -- | -------------------- | ----- | -------------------- |
| 1  | Serbia (bandiera)    | P     | Sara Cetinja         |
| 2  | Panama (bandiera)    | D     | Carina Baltrip-Reyes |
| 3  | Francia (bandiera)   | D     | Inès Belloumou       |
| 4  | Italia (bandiera)    | D     | Giulia Mancuso       |
| 5  | Ungheria (bandiera)  | A     | Zsanett Kaján        |
| 6  | Danimarca (bandiera) | C     | Louise Eriksen       |
| 7  | Irlanda (bandiera)   | C     | Megan Connolly       |
| 8  | Cina (bandiera)      | C     | Yang Lina            |
| 9  | Italia (bandiera)    | A     | Melania Martinovic   |
| 10 | Italia (bandiera)    | A     | Giuseppina Moraca    |
| 10 | Francia (bandiera)   | C     | Alice Benoît         |
| 11 | Francia (bandiera)   | C     | Clarisse Le Bihan    |
| 12 | Finlandia (bandiera) | P     | Kerttu Karresmaa     |
| 13 | Italia (bandiera)    | D     | Elisabetta Oliviero  |
| 14 | Italia (bandiera)    | D     | Martina Zanoli       |

| N. |                   | Ruolo | Calciatrice          |
| -- | ----------------- | ----- | -------------------- |
| 16 | Italia (bandiera) | C     | Antonietta Castiello |
| 18 | Italia (bandiera) | A     | Martina Piemonte     |
| 19 | Italia (bandiera) | P     | Asia Scotti          |
| 20 | Italia (bandiera) | C     | Flaminia Simonetti   |
| 21 | Italia (bandiera) | C     | Sofia Colombo        |
| 24 | Italia (bandiera) | D     | Francesca Pittaccio  |
| 25 | Italia (bandiera) | C     | Eleonora Goldoni     |
| 27 | Italia (bandiera) | D     | Federica D'Auria     |
| 31 | Italia (bandiera) | D     | Giorgia Pizzi        |
| 32 | Italia (bandiera) | A     | Chiara Scaramuzzi    |
| 35 | Italia (bandiera) | D     | Alice Francolini     |
| 36 | Italia (bandiera) | A     | Gioia Livignani      |
| 77 | Italia (bandiera) | D     | Federica Cafferata   |
| 99 | Italia (bandiera) | A     | Noemi Visentin       |

## Calciomercato

### Sessione estiva
| Acquisti | Acquisti            | Acquisti         | Acquisti |
| R.       | Nome                | da               | Modalità |
| -------- | ------------------- | ---------------- | -------- |
| P        | Sara Cetinja        | Inter            | [ 14 ]   |
| P        | Kerttu Karresmaa    | Sampdoria        | [ 15 ]   |
| D        | Inès Belloumou      | West Ham         | prestito |
| D        | Federica D'Auria    | Juventus         | prestito |
| D        | Elisabetta Oliviero | Sampdoria        | [ 18 ]   |
| D        | Martina Zanoli      | Fiorentina       | prestito |
| C        | Megan Connolly      | Bristol City     | [ 20 ]   |
| C        | Clarisse Le Bihan   | Angel City       | [ 21 ]   |
| C        | Flaminia Simonetti  | Inter            | [ 22 ]   |
| C        | Yang Lina           | Shanghai Shengli | prestito |
| A        | Zsanett Kaján       | Fiorentina       | [ 24 ]   |
| A        | Martina Piemonte    | Everton          | [ 25 ]   |

| Cessioni | Cessioni            | Cessioni          | Cessioni      |
| R.       | Nome                | a                 | Modalità      |
| -------- | ------------------- | ----------------- | ------------- |
| P        | Fabiana Fierro      | Parma             | [ 26 ]        |
| P        | Emma Guidi          | Como 1907         | [ 27 ]        |
| P        | Serena Natalucci    |                   | svincolata    |
| D        | Ludovica Falloni    | Freedom           | [ 28 ]        |
| D        | Raffaella Giuliano  | Freedom           | [ 29 ]        |
| D        | Maja Göthberg       |                   | svincolata    |
| D        | Marta Varriale      | Res Roma          | [ 30 ]        |
| C        | Greta Adami         | Milan             | fine prestito |
| C        | Giulia Ferrandi     |                   | svincolata    |
| C        | Melanie Kuenrath    | Dornbirn/Lustenau |               |
| C        | Arianna Pezzotti    | Res Roma          | [ 30 ]        |
| A        | Adriana Gomes       | Ternana           | [ 31 ]        |
| A        | Maria Hovmark       | Damaiense         | [ 32 ]        |
| A        | Claudia Palombi     | Res Roma          | [ 30 ]        |
| A        | Elena Proietti      |                   | svincolata    |
| A        | Evdokija Popadinova | Brisbane Roar     | [ 32 ]        |

### Sessione invernale
| Acquisti | Acquisti           | Acquisti  | Acquisti |
| R.       | Nome               | da        | Modalità |
| -------- | ------------------ | --------- | -------- |
| D        | Federica Cafferata | Juventus  | prestito |
| C        | Alice Benoît       | Sampdoria | [ 34 ]   |
| A        | Melania Martinovic | Napoli    | [ 35 ]   |

| Cessioni | Cessioni            | Cessioni  | Cessioni      |
| R.       | Nome                | a         | Modalità      |
| -------- | ------------------- | --------- | ------------- |
| D        | Inès Belloumou      | West Ham  | fine prestito |
| D        | Francesca Pittaccio | Sampdoria | prestito      |
| C        | Sofia Colombo       | Sampdoria | [ 34 ]        |
| A        | Giuseppina Moraca   | Ternana   | prestito      |

## Risultati

### Serie A

#### Prima fase

##### Girone di andata
| Arbitro: | Milone (Taurianova) |

|                            |           |                           |
| Le Bihan 44’ Castiello 59’ | Marcatori | 12’ Giacinti 90+2’ Linari |

| Arbitro: | Picardi (Arezzo) |

|            |           |             |
| Heroum 72’ | Marcatori | 84’ D'Auria |

| Arbitro: | Marotta (Sapri) |

|             |           |                          |
| Goldoni 29’ | Marcatori | 10’ Schatzer 84’ Cantore |

| Arbitro: | Zanotti (Rimini) |

|                         |           |              |
| Piga 45’ Karczewska 81’ | Marcatori | 42’ Visentin |

| Arbitro: | Dini (Città di Castello) |

|                                       |           |                            |
| Visentin 49’ Goldoni 60’ Piemonte 86’ | Marcatori | 24’ Fisher 51’ Chmielinski |

| Formello 13 ottobre 2024, ore 18:00 CEST 6ª giornata | Lazio                 | 0 – 0 referto referto 2 | Napoli | Stadio Mirko Fersini\| Arbitro: \| Gasperotti (Rovereto) \| |
| Arbitro:                                             | Gasperotti (Rovereto) |                         |        |                                                             |

| Arbitro: | Di Cicco (Lanciano) |

|                                |           |                  |
| Bonfantini 12’, 85’ Catena 66’ | Marcatori | 44’, 60’ Goldoni |

| Arbitro: | Vailati (Crema) |

|                |           |                                      |
| Le Bihan 90+4’ | Marcatori | 44’ (rig.) Karlernäs 77’ Škorvánková |

| Arbitro: | Leone (Barletta) |

|                  |           |  |
| Robustellini 30’ | Marcatori |  |

##### Girone di ritorno
| Arbitro: | Burlando (Genova) |

|                               |           |                      |
| Di Guglielmo 57’ Giacinti 72’ | Marcatori | 89’ (aut.) Thøgersen |

| Formello 23 novembre 2024, ore 12:30 CET 11ª giornata | Lazio          | 0 – 0 referto referto 2 | Sampdoria | Stadio Mirko Fersini\| Arbitro: \| Toro (Catania) \| |
| Arbitro:                                              | Toro (Catania) |                         |           |                                                      |

| Arbitro: | Renzi (Pesaro) |

|                                      |           |                           |
| Cantore 48’ Girelli 58’ Bonansea 90’ | Marcatori | 71’ Le Bihan 76’ Visentin |

| Arbitro: | Colaninno (Nola) |

|                  |           |  |
| Piemonte 2’, 52’ | Marcatori |  |

| Arbitro: | Di Loreto (Terni) |

|                                           |           |              |
| Philtjens 19’ Dhont 35’ Monterubbiano 82’ | Marcatori | 41’ Visentin |

| Arbitro: | Rinaldi (Bassano del Grappa) |

|  |           |                                             |
|  | Marcatori | 11’ Piemonte 40’, 59’ Castiello 43’ Goldoni |

| Arbitro: | Castellano (Nichelino) |

|                           |           |  |
| Visentin 58’ Piemonte 78’ | Marcatori |  |

| Arbitro: | Canci (Carrara) |

|               |           |                           |
| Kramžar 90+3’ | Marcatori | 7’ Le Bihan 22’ Simonetti |

| Arbitro: | Manzo (Torre Annunziata) |

|                               |           |                                              |
| Piemonte 62’, 65’, 84’, 90+3’ | Marcatori | 2’ Tomaselli 8’ Csiszár 66’ Magull 69’ Merlo |

#### Poule salvezza

##### Girone di andata
| Arbitro: | Vingo (Pisa) |

|                                |           |  |
| Simonetti 9’ Piemonte 16’, 24’ | Marcatori |  |

| Arbitro: | Di Cicco (Lanciano) |

|  |           |                                                    |
|  | Marcatori | 29’ Connolly 63’ Visentin 81’ Piemonte 90+7’ Kaján |

| Arbitro: | Totaro (Lecce) |

|  |           |                          |
|  | Marcatori | 42’ Picchi 75’ del Estal |

| Arbitro: | Burlando (Genova) |

|  |           |                          |
|  | Marcatori | 40’ Le Bihan 45’ Goldoni |

| 29 marzo 2025 5ª giornata |  | – Turno di riposo |  |  |

##### Girone di ritorno
| Arbitro: | D'Eusanio (Faenza) |

|  |           |                                                |
|  | Marcatori | 52’ Le Bihan 61’ Visentin 64’ (rig.) Simonetti |

| Arbitro: | Dorillo (Torino) |

|                         |           |                   |
| Piemonte 2’ Goldoni 41’ | Marcatori | 50’ Di Giammarino |

| Arbitro: | Colaninno (Nola) |

|  |           |                                            |
|  | Marcatori | 27’, 42’ (rig.), 49’ Le Bihan 76’ Piemonte |

| Arbitro: | Caruso (Viterbo) |

|                                                           |           |  |
| Le Bihan 48’ (rig.), 56’ Oliviero 53’ Piemonte 89’, 90+5’ | Marcatori |  |

| 10 maggio 2025 10ª giornata |  | – Turno di riposo |  |  |

### Coppa Italia
| Arbitro: | Guiotto (Schio) |

|              |           |                               |
| Cattuzzo 46’ | Marcatori | 40’ (rig.) Piemonte 71’ Kaján |

| Arbitro: | Amadei (Terni) |

|                                                                    |           |                         |
| Colombo 4’, 43’ Kaján 15’, 51’, 65’ Baltrip-Reyes 83’ Visentin 87’ | Marcatori | 56’ Picchi 85’ Nischler |

| Arbitro: | Frasynyak (Gallarate) |

|              |           |                                           |
| Piemonte 50’ | Marcatori | 41’ Bonansea 86’ Vangsgaard 90+2’ Cantore |

| Arbitro: | Poli (Verona) |

|                   |           |                                |
| Kullberg 79’, 88’ | Marcatori | 21’, 48’ Simonetti 45+1’ Kaján |

## Statistiche

### Statistiche di squadra
| Competizione | Punti | In casa | In casa | In casa | In casa | In casa | In casa | In trasferta | In trasferta | In trasferta | In trasferta | In trasferta | In trasferta | Totale | Totale | Totale | Totale | Totale | Totale | DR  |
| Competizione | Punti | G       | V       | N       | P       | Gf      | Gs      | G            | V            | N            | P            | Gf           | Gs           | G      | V      | N      | P      | Gf     | Gs     | DR  |
| ------------ | ----- | ------- | ------- | ------- | ------- | ------- | ------- | ------------ | ------------ | ------------ | ------------ | ------------ | ------------ | ------ | ------ | ------ | ------ | ------ | ------ | --- |
| Serie A      | 41    | 13      | 6       | 4       | 3       | 25      | 15      | 13           | 6            | 1            | 6            | 27           | 16           | 26     | 12     | 5      | 9      | 52     | 31     | +21 |
| Coppa Italia | -     | 2       | 1       | 0       | 1       | 8       | 5       | 2            | 2            | 0            | 0            | 5            | 3            | 4      | 3      | 0      | 1      | 13     | 8      | +5  |
| Totale       | -     | 15      | 7       | 4       | 4       | 33      | 20      | 15           | 8            | 1            | 6            | 32           | 19           | 30     | 15     | 5      | 10     | 65     | 39     | +26 |

### Andamento in campionato
| Giornata  | 1 | 2 | 3 | 4 | 5 | 6 | 7 | 8 | 9 | 10 | 11 | 12 | 13 | 14 | 15 | 16 | 17 | 18 | 19 | 20 | 21 | 22 | 23 | 24 | 25 | 26 | 27 | 28 |
| --------- | - | - | - | - | - | - | - | - | - | -- | -- | -- | -- | -- | -- | -- | -- | -- | -- | -- | -- | -- | -- | -- | -- | -- | -- | -- |
| Luogo     | C | T | C | T | C | C | T | C | T | T  | C  | T  | C  | T  | T  | C  | T  | C  | C  | T  | C  | T  | R  | T  | C  | T  | C  | R  |
| Risultato | N | N | P | P | V | N | P | P | P | P  | N  | P  | V  | P  | V  | V  | V  | N  | V  | V  | P  | V  | -  | V  | V  | V  | V  | -  |
| Posizione | 5 | 5 | 7 | 8 | 6 | 6 | 7 | 7 | 7 | 7  | 7  | 8  | 7  | 8  | 7  | 7  | 7  | 7  | 6  | 6  | 7  | 6  | 7  | 7  | 6  | 6  | 6  | 6  |

Legenda:

Luogo: C = Casa; T = Trasferta. Risultato: V = Vittoria; N = Pareggio; P = Sconfitta.

### Statistiche delle giocatrici
| Giocatore        | Serie A  | Serie A | Serie A     | Serie A    | Coppa Italia | Coppa Italia | Coppa Italia | Coppa Italia | Totale   | Totale | Totale      | Totale     |
| Giocatore        | Presenze | Reti    | Ammonizioni | Espulsioni | Presenze     | Reti         | Ammonizioni  | Espulsioni   | Presenze | Reti   | Ammonizioni | Espulsioni |
| ---------------- | -------- | ------- | ----------- | ---------- | ------------ | ------------ | ------------ | ------------ | -------- | ------ | ----------- | ---------- |
| C. Baltrip-Reyes | 16       | 0       | 5           | 0          | 3            | 1            | 0            | 0            | 19       | 1      | 5           | 0          |
| I. Belloumou     | 9        | 0       | 0           | 0          | 3            | 0            | 0            | 0            | 12       | 0      | 0           | 0          |
| A. Benoît        | 9        | 0       | 2           | 0          | 2            | 0            | 1            | 0            | 11       | 0      | 3           | 0          |
| F. Cafferata     | 6        | 0       | 0           | 0          | 1            | 0            | 0            | 0            | 7        | 0      | 0           | 0          |
| A. Castiello     | 19       | 3       | 3           | 0          | 3            | 0            | 1            | 0            | 22       | 3      | 4           | 0          |
| S. Cetinja       | 24       | -26     | 1           | 1          | 0            | 0            | 0            | 0            | 24       | -26    | 1           | 1          |
| S. Colombo       | 4        | 0       | 0           | 0          | 2            | 2            | 0            | 0            | 6        | 2      | 0           | 0          |
| M. Connolly      | 21       | 1       | 3           | 0          | 3            | 0            | 1            | 0            | 24       | 1      | 4           | 0          |
| F. D'Auria       | 22       | 1       | 1           | 1          | 4            | 0            | 0            | 0            | 26       | 1      | 1           | 1          |
| L. Eriksen       | 26       | 0       | 3           | 0          | 2            | 0            | 0            | 0            | 28       | 0      | 3           | 0          |
| A. Francolini    | 1        | 0       | 0           | 0          | -            | -            | -            | -            | 1        | 0      | 0           | 0          |
| E. Goldoni       | 24       | 7       | 1           | 0          | 3            | 0            | 0            | 0            | 27       | 7      | 1           | 0          |
| Z. Kaján         | 17       | 1       | 0           | 0          | 4            | 5            | 0            | 0            | 21       | 6      | 0           | 0          |
| K. Karresmaa     | 2        | -4      | 0           | 0          | 4            | -8           | 0            | 0            | 6        | -12    | 0           | 0          |
| C. Le Bihan      | 23       | 11      | 4           | 0          | 3            | 0            | 1            | 0            | 26       | 11     | 5           | 0          |
| G. Livignani     | 1        | 0       | 0           | 0          | -            | -            | -            | -            | 1        | 0      | 0           | 0          |
| G. Mancuso       | 9        | 0       | 1           | 0          | 0            | 0            | 0            | 0            | 9        | 0      | 1           | 0          |
| M. Martinovic    | 9        | 0       | 0           | 0          | 0            | 0            | 0            | 0            | 9        | 0      | 0           | 0          |
| G. Moraca        | 10       | 0       | 0           | 0          | 2            | 0            | 0            | 0            | 12       | 0      | 0           | 0          |
| E. Oliviero      | 25       | 1       | 7           | 0          | 4            | 0            | 0            | 0            | 29       | 1      | 7           | 0          |
| M. Piemonte      | 23       | 16      | 6           | 1          | 3            | 2            | 0            | 0            | 26       | 18     | 6           | 1          |
| F. Pittaccio     | 8        | 0       | 1           | 0          | 3            | 0            | 0            | 0            | 11       | 0      | 1           | 0          |
| G. Pizzi         | 1        | 0       | 0           | 0          | -            | -            | -            | -            | 1        | 0      | 0           | 0          |
| C. Scaramuzzi    | 1        | 0       | 0           | 0          | -            | -            | -            | -            | 1        | 0      | 0           | 0          |
| A. Scotti        | 0        | 0       | 0           | 0          | -            | -            | -            | -            | 0        | 0      | 0           | 0          |
| F. Simonetti     | 25       | 3       | 0           | 0          | 4            | 2            | 0            | 0            | 29       | 5      | 0           | 0          |
| N. Visentin      | 24       | 7       | 1           | 0          | 4            | 1            | 0            | 0            | 28       | 8      | 1           | 0          |
| L. Yang          | 18       | 0       | 0           | 0          | 3            | 0            | 0            | 0            | 21       | 0      | 0           | 0          |
| M. Zanoli        | 21       | 0       | 2           | 0          | 4            | 0            | 0            | 0            | 25       | 0      | 2           | 0          |